# زنخية
زِنْخِيَّة هو جنس من الفطريات المسببة للأمراض في الفصيلة الكراواة العنقودية .  هناك 193 نوعًا العديد منها من العوامل الهامة المسببة للأمراض لمختلف المحاصيل الزراعية الهامة.

## الأنواع
أشهر أنواعه:
- زنخية الكشمش
- زنخية الورد